# William Lowndes (Politiker, 1782)
William Lowndes (* 11. Februar 1782 bei Jacksonborough, South Carolina; † 27. Oktober 1822 auf der Überfahrt nach England) war ein US-amerikanischer Politiker. Zwischen 1811 und 1822 vertrat er den Bundesstaat South Carolina im US-Repräsentantenhaus.

## Werdegang
William Lowndes war ein jüngerer Bruder von Thomas Lowndes (1766–1843), der zwischen 1801 und 1805 ebenfalls den Staat South Carolina im Kongress vertreten hatte. Er wurde sowohl in England als auch in den Schulen seiner Heimat ausgebildet. Nach einem anschließenden Jurastudium und seiner im Jahr 1804 erfolgten Zulassung als Rechtsanwalt begann er in Charleston in seinem neuen Beruf zu arbeiten. Außerdem war er noch in der Landwirtschaft tätig.
Überdies begann er eine politische Laufbahn als Mitglied der Demokratisch-Republikanischen Partei. Zwischen 1804 und 1808 war Lowndes Abgeordneter im Repräsentantenhaus von South Carolina. Außerdem war er Hauptmann der Staatsmiliz. 1810 wurde er im vierten Wahlbezirk von South Carolina in das US-Repräsentantenhaus in Washington, D.C. gewählt, wo er am 4. März 1811 die Nachfolge von John Taylor antrat. Bei den folgenden Wahlen kandidierte er für den ersten Distrikt seines Staates. Nach seinem Wahlerfolg nahm er am 4. März 1813 den bisher von William Butler gehaltenen Sitz ein. Nach einigen Wiederwahlen konnte er bis zu seinem Rücktritt am 8. Mai 1822 im Kongress verbleiben. Während seiner Zeit im Kongress fand der Britisch-Amerikanische Krieg statt. Zwischen 1815 und 1819 war Lowndes Vorsitzender des Committee on Ways and Means. Von 1817 bis 1819 gehörte er auch dem Ausschuss zur Kontrolle der Ausgaben des Finanzministeriums an.
Im Jahr 1822 galt Lowndes als ein möglicher Präsidentschaftskandidat für die Wahlen des Jahres 1824. Sein schlechter Gesundheitszustand verhinderte aber alle weiteren Pläne. Er starb am 27. Oktober 1822 auf dem offenen Meer bei einer Reise nach England. William Lowndes war mit Elizabeth Pinckney, der Tochter von Thomas Pinckney, verheiratet.
Nach ihm sind die Lowndes County in Georgia, Lowndes County in Mississippi und Lowndes County in Alabama benannt.